# سفارة الجمهورية العربية الصحراوية الديمقراطية في تيمور الشرقية
سفارة الجمهورية العربية الصحراوية الديمقراطية في تيمور الشرقية هي البعثة الدبلوماسية للجمهورية العربية الصحراوية الديمقراطية بتيمور الشرقية، يوجد مقرها في مدينة ديلي.

## قائمة السفراء
| الاسم           | صورة | الفترة | م           |
| --------------- | ---- | ------ | ----------- |
| محمد فاضل كمال  |      |        |             |
| محمد سلامة بادي |      |        | [ 3 ]       |
| أبا ماء العينين |      |        | [ 4 ] [ 5 ] |